# Ginnastica ai Giochi della XXIV Olimpiade
Le gare di ginnastica ai Giochi della XXIV Olimpiade furono disputate tra il 18 ed il 30 settembre 1988 presso l'Olympic Gymnastics Arena di Seul, Corea del Sud.

## Podi

### Uomini
| Evento                           | Oro | Punti   | Argento                                                                                         | Punti         | Bronzo | Punti         |
| Concorso a squadre (dettagli)    | Unione Sovietica Vladimir Artemov Dmitri Bilozertchev Vladimir Gogoladze Sergei Kharkov Valeri Liukin Vladimir Novikov | 593,350 | Germania Est Holger Behrendt Ralf Büchner Ulf Hoffmann Sylvio Kroll Sven Tippelt Andreas Wecker | 588,450       | Giappone Yukio Iketani Hiroyuki Konishi Koichi Mizushima Daisuke Nishikawa Toshiharu Sato Takahiro Yameda | 585,600       |
| Concorso individuale (dettagli)  | Vladimir Artëmov | 119,125 | Valerij Ljukin                                                                                  | 119,025       | Dmitrij Bilozerčev                                                                                        | 118,975       |
| Corpo libero (dettagli)          | Sergej Charkov | 19,925  | Vladimir Artëmov                                                                                | 19,900        | Lou Yun Yukio Iketani                                                                                     | 19,850        |
| Cavallo con maniglie (dettagli)  | Ljubomir Geraskov Zsolt Borkai Dmitrij Bilozerčev                                                                      | 19,950  | Non assegnate                                                                                   | Non assegnate | Non assegnate                                                                                             | Non assegnate |
| Anelli (dettagli)                | Holger Behrendt Dmitrij Bilozerčev                                                                                     | 19,925  | Non assegnato                                                                                   | Non assegnato | Sven Tippelt                                                                                              | 19,875        |
| Volteggio (dettagli)             | Lou Yun | 19,875  | Sylvio Kroll                                                                                    | 19,862        | Park Jong-Hoon                                                                                            | 19,775        |
| Parallele simmetriche (dettagli) | Vladimir Artëmov | 19,925  | Valerij Ljukin                                                                                  | 19,900        | Sven Tippelt                                                                                              | 19,750        |
| Sbarra (dettagli)                | Vladimir Artëmov Valerij Ljukin                                                                                        | 19,900  | Non assegnato                                                                                   | Non assegnato | Holger Behrendt Gherman Marius                                                                            | 19,800        |

### Donne
| Evento                            | Oro | Punti   | Argento                                                                                            | Punti   | Bronzo | Punti   |
| Concorso a squadre (dettagli)     | Unione Sovietica Svetlana Baitova S'vjatlana Bahinskaja Natalia Laschenova Elena Shevchenko Elena Šušunova Ol'ga Straževa | 395,475 | Romania Aurelia Dobre Eugenia Golea Celestina Popa Gabriela Potorac Daniela Silivaș Camelia Voinea | 394,125 | Germania Est Gabriele Fähnrich Martina Jentsch Dagmar Kersten Ulrike Klotz Bettina Schieferdecker Dörte Thümmler | 390,875 |
| Concorso individuale (dettagli)   | Elena Šušunova | 79,662  | Daniela Silivaș                                                                                    | 79,637  | S'vjatlana Bahinskaja                                                                                            | 79,400  |
| Volteggio (dettagli)              | S'vjatlana Bahinskaja | 19,905  | Gabriela Potorac                                                                                   | 19,830  | Daniela Silivaș                                                                                                  | 19,818  |
| Parallele asimmetriche (dettagli) | Daniela Silivaș | 20,000  | Dagmar Kersten                                                                                     | 19,987  | Elena Šušunova                                                                                                   | 19,962  |
| Trave (dettagli)                  | Daniela Silivaș | 19,924  | Elena Šušunova                                                                                     | 19,875  | Gabriela Potorac Phoebe Mills                                                                                    | 19,837  |
| Corpo libero (dettagli)           | Daniela Silivaș | 19,937  | S'vjatlana Bahinskaja                                                                              | 19,887  | Diana Dudeva | 19,850  |
| Ginnastica ritmica                | |         | |         | |         |
| Individuale (dettagli)            | Maryna Lobač | 60,000  | Adriana Dunavska                                                                                   | 59,950  | Oleksandra Tymošenko                                                                                             | 59,875  |

## Medagliere
| Pos.   | Paese            | Oro | Argento | Bronzo | Totale |
| ------ | ---------------- | --- | ------- | ------ | ------ |
| 1      | Unione Sovietica | 12  | 5       | 4      | 21     |
| 2      | Romania          | 3   | 3       | 3      | 9      |
| 3      | Germania Est     | 1   | 3       | 4      | 8      |
| 4      | Bulgaria         | 1   | 1       | 1      | 3      |
| 5      | Cina             | 1   | 0       | 1      | 2      |
| 6      | Ungheria         | 1   | 0       | 0      | 1      |
| 7      | Giappone         | 0   | 0       | 2      | 2      |
| 7      | Corea del Sud    | 0   | 0       | 1      | 1      |
| 7      | Stati Uniti      | 0   | 0       | 1      | 1      |
| Totale | Totale           | 19  | 12      | 17     | 48     |